# Vara quadrada
A vara quadrada era uma unidade de medida de superfície antiga, utilizada em vários países, antes da introdução do sistema métrico. Conforme os países e as épocas, a vara quadrada teve vários valores.
A vara quadrada do Império Romano, chamada Scripulum, valia 1/144 acres, ou seja, o equivalente a cerca de 8,76 m²
A antiga vara quadrada portuguesa era a unidade básica de medida de superfície em Portugal e no Brasil até à introdução do sistema métrico. A vara quadrada portuguesa valia 25 palmos quadrados, ou seja 1,21 m²